# Er – Stärker als Feuer und Eisen
Er – Stärker als Feuer und Eisen (Originaltitel: La Guerra del ferro – Ironmaster) ist ein italienisch-französischer Film, der als B-Movie dem Barbarengenre zugeordnet werden kann, obgleich die Handlung in der Steinzeit spielt. Das Drehbuch, an dem auch Regisseur Umberto Lenzi mitarbeitete, basiert auf einer Erzählung von Produzent Luciano Martino und Alberto Cavallone.
Der Film wurde 1982 produziert und erschien 1983 im Kino. Der Film nimmt sich selbst nicht ganz ernst, was ihm im direkten Vergleich zu anderen Barbarenfilmen aus der Zeit bessere Kritiken eingebracht hat.

## Handlung
Die Handlung des Films beschreibt die Entdeckung des Eisens und dessen erste Nutzbarmachung durch den Menschen als Waffe sowie später auch den Bogen. Die beiden Hauptdarsteller des Films verkörpern „Ela und Vood“, zwei Höhlenbewohner eines Stammes.
Nach einer gemeinsamen Jagd nach Wildschweinen tötet Vood Iksay den Häuptling des Stammes und wird dabei von Ela beobachtet, im Streit um die Nachfolge schlägt Vood versehentlich auch noch Rag den Weisen tot, daraufhin wird er vom Stamm verbannt und darf laut Ela gejagt werden wie ein wildes Tier.
Vood flieht nach dem Vorfall durch das Tal bis hin zu einem aktiven Vulkan, aus dem Lava brodelt. Dort findet Vood in einer Nische des Gesteins einen schwertähnlichen Gegenstand aus Eisen, der zu seinem Erstaunen nicht einfach zerbricht, nachdem er ihn auf Stein schlägt. Vood kehrt unmittelbar zum Stamm zurück und fordert Ela zum Kampf heraus, der ihm mit seiner Holzkeule jedoch nichts entgegensetzen kann. Voods Gefährtin Lith spricht dem Stamm dabei zu, dass Vood alles nur zum Wohle des Stammes getan hat und ihm die Männer folgen sollen.
Ela wird daraufhin von Vood für vorgesehene sechs Tage an einen Pranger gefesselt. Ela wird dort jedoch von Menschenaffen überfallen und muss um sein Leben kämpfen. Nachdem Ela sich von dem Pranger befreit hat, flieht er verletzt durch die Wälder, bis er auf Isa vom Stamm des Mogo trifft. Dort findet Ela Zuflucht und will Mogo den Häuptling dazu bewegen, sich gegen Vood vorzubereiten, der bereits angefangen hat, aus dem Erz vom Vulkan Schwerter zu schmieden und damit das ganze Tal zu erobern.
Mogo der Weise ist jedoch wie sein ganzer Stamm Vegetarier und lehnt jede Gewalt ab, so sagt Mogo zu Ela unter anderem:
 „Im Menschen brechen oftmals das Verhalten und der Instinkt wilder Bestien durch. In jedem von uns nistet eine dunkle Macht, ein furchtbares Übel, das den Bruder zum Feind des Bruders macht. Wir müssen der Gewalt die Weisheit gegenüberstellen, man muss das Gute im Menschen sehen, man muss ihn lieben, nicht hassen.“
Später überfällt Vood jedoch auch den Stamm Mogo und auch Mogo stirbt. Der Stamm wird daraufhin einem von Voods Männern übergeben, während sich Vood mit dem Hauptteil seiner Männer wieder zurückzieht. Ela gelingt es mit einigen Getreuen jedoch, die Siedlung wieder zurückzuerobern, danach lässt er die Männer trainieren und lässt Bögen herstellen.
Vood überzeugt unterdessen in seiner Höhle, die sich zugleich in eine ausgeprägte Schmiedewerkstatt gewandelt hat, seinen zweifelnden Gefährten Tog, der das Töten leid ist, vom Weg des Kampfes nicht abzukommen:
„Wenn man verzichtet seine Macht zu zeigen, dann ist das der Anfang vom Ende. Nur durch den Kampf leben wir, der Krieg ist unsere Daseinsberechtigung. Was nutzt es, wenn man Waffen hat, die unbesiegbar machen, wenn man sie nicht benutzt.“
Auf den Einwand TOGs, dass ihn nun alle Stämme hassen, wendet Vood ein, dass sie ihn nicht hassen, sondern fürchten, und nur so lange das so ist, sind sie noch im Vorteil.
Vood kehrt kurze Zeit daraufhin mit TOG und seinen Männern wieder zurück und fordert Ela heraus, dieser hat sich jedoch mit seinen Männern versteckt und zeigt sich erst im letzten Augenblick. Voods Männer und TOG sehen sich einer neuen Waffe gegenüber, die sie nicht kennen, und fallen ihr zum Opfer. Isa, die Gefährtin Elas, schießt dabei auch Lith nieder. Es kommt zum finalen Zweikampf, den Ela gewinnt. Voods letzte Worte im Sterben sind daraufhin: „Du hast gesiegt, doch eines Tages wird ein neuer Vood kommen“ – ähnlich wie auch Mogo vorher schon anmahnte.
Ela kann sich über den Sieg nicht freuen und lässt alle Waffen und Werkzeuge in den See werfen.

## Hintergrund
Einige Szenen des Filmes wurden im Custer State Park in South Dakota, USA gedreht. Produzent Luciano Martino ist der Bruder des italienischen Horrorfilm-Regisseurs Sergio Martino.

## Nachwirkung und Technik
Eine Kuriosität ist das heute noch sehr gefragte Filmposter, dieses zeigt Vood (erkennbar an der Löwenkopfhaube) in Heldenpose zusammen mit der blonden Isa, diese war im Film jedoch die Gefährtin Elas und nicht Voods, außerdem trägt Vood eine riesige Axt, die im Film nicht vorkam. Im oberen Teil des Posters ist zudem ein Flugsaurier zu sehen, tatsächlich zeigte der Film für die Steinzeit gemäß aber nur einige Mammuts und kein einziges Fabeltier oder eins aus der Kreidezeit.

## Kritiken
„Dilettantischer Abenteuerfilm, erbärmlich ausgestattet und miserabel gespielt.“

„Der rasante, actionreiche Film leidet eigentlich nur an seinen stellenweise geballt auftretenden Glückskeks-Weisheiten ("Mogos Stamm hat keine Waffen. Waffen bringen nur Unglück."), ansonsten holt Lenzi aus dem von Luciano Martino produzierten Werk alles raus, was geht: Es gibt schöne Landschaftsaufnahmen, der Einsatz von Stock Footage hält sich relativ in Grenzen bzw. wurde nicht ganz so schlampig wie in ähnlichen Vertretern gelöst, ein halbwegs durchdachter Plot (in Filmen dieser Art keine Selbstverständlichkeit!) ist vorhanden und über George Eastman und William Berger (als pflanzenessender Pazifist Mogo) freuen wir uns doch immer! Überaus gelungen ist auch der Soundtrack der Angelis-Brüder.“